# 야쓰야마촌
야쓰야마촌(八ツ山村)은 일본 미에현 이치시군에 설치되었던 촌이다. 현재의 쓰시의 일부에 해당한다.

## 역사
- 1889년 4월 1일 - 정촌제 시행에 의해 이치시군 야쓰야마촌이 성립하였다.
- 1955년 3월 15일 - 이에키정, 가와구치촌, 야마토촌, 나라하촌, 오미즈촌과 합병해 하쿠산정이 성립하여, 동일 야쓰야마촌은 폐지되었다.

## 참고문헌
- 角川日本地名大辞典 24 三重県